# Histoire du petit Mouck
Histoire du petit Mouck est un conte de Louis-Ferdinand Céline écrit en 1923. Il a été publié en 1994 dans Paris-Match, puis en 1997 aux Éditions du Rocher. C'est un texte antérieur au Voyage au bout de la nuit, et l'unique conte pour enfants de l'écrivain.

## Histoire
Ce texte a été écrit en 1923 pour Colette Destouches, la fille de Louis-Ferdinand Céline. L'écrivain s'est visiblement inspiré d'un conte de Wilhelm Hauff, L'histoire du petit Muck. Ouvrage inachevé, les feuillets originaux ne sont pas de la main de Céline, ce qui sous-entend qu'une retranscription a été effectuée, très certainement par sa femme d'alors, Édith Follet. C'est elle qui signe les illustrations.

## Résumé
Le héros, Mouck, vagabonde dans le désert. Il rencontre une femme, qui l'accueille chez elle, mais se révèle être méchante. Elle enferme des oiseaux, dont le fils du roi. Avec l'aide de celui-ci, Mouck s'échappe et dérobe des babouches et une baguette magique à la sorcière. Il s'empresse d'aller au palais royal, où il est très bien reçu. Le roi va se venger de la sorcière, avec la baguette magique et les babouches. 
Cependant, Mouck préfère repartir à l'aventure que de rester au palais du roi et de la reine. Il explore un palais où un géant lui donne le titre de grand vizir. Mouck ne veut pas de cette vie là. Le géant lui offre trois cailloux qui lui permettent de formuler des vœux; le premier est de "voyager loin sur la mer". Mouck se retrouve alors sur une île, avec des nains. Puis, il est envoûté par le chant des sirènes, l'invitant à venir avec elle au fond de la mer.

## Analyse
Si une partie du récit est inspirée de l'ouvrage de Wilhelm Hauff, l'écrivain se détache du conte de l'auteur allemand. De nombreuses thématiques céliniennes sont en effet déjà visibles dans ce récit. Les animaux, les sirènes, le voyage, mais aussi la présence d'une dimension féerique avec le géant ou les nains, montrent que Céline a déjà une capacité imaginative forte, qui apparaitra beaucoup à travers ses futurs romans et pamphlets.
Le style littéraire typique de Céline n'est cependant pas définissable au regard de ce texte, ce dernier étant vraisemblablement une retranscription orale d'une histoire que l'écrivain racontait à sa fille. Notons qu'au même moment, l'écrivain est en train de réaliser sa thèse de médecine, La Vie et l'Œuvre de Philippe Ignace Semmelweis, qu'il soutient le 1er mai 1924.